# Aïn Beïda (Oum El Bouaghi)
Pour les articles homonymes, voir Aïn Beïda.
 (février 2009).
Si vous disposez d'ouvrages ou d'articles de référence ou si vous connaissez des sites web de qualité traitant du thème abordé ici, merci de compléter l'article en donnant les références utiles à sa vérifiabilité et en les liant à la section « Notes et références ».
Aïn Beïda (nom latin : Marcimenium) est la commune la plus peuplée de la wilaya d'Oum El Bouaghi en Algérie dans la région des Aurès tout en étant la plus petite en superficie.
C'est la plus grande ville de la wilaya et la seule dépassant les 100 000 habitants.

## Géographie

### Localisation
Elle se trouve sur les hauts plateaux des Sebkhas (1 000 m d'altitude) à 170 km au sud de la mer Méditerranée. La ville est située à 27 km au sud-est d'Oum-El-Bouaghi et 49 km au nord-est de Khenchela, les deux chefs-lieux de wilaya les plus proches. Elle est au croisement de quatre routes importantes qui relient la ville à Guelma via Sedrata au nord, Khenchela au sud, Tebessa via Meskiana à l'est et Constantine via Oum-El-Bouaghi à l'ouest.

### Communes limitrophes
| Berriche | Berriche  | Zorg    |
| Berriche | Aïn Beïda | Zorg    |
| Fkirina  | Fkirina   | Fkirina |

### Localités de la commune
La commune de Aïn Beïda est composée de 8 localités :
- Aïn Beïda (ville)
- Aïn Beïda Seghira
- Smalil
- Bir Ounas
- Bir Dahmane
- Oum El Guemel
- safel El Beida
- Koudiet Bouakouz

### Géologie et reliefs
Il y a 510 hectares de forêts soit près de 10 % de la surface de la commune. Ils sont situés à l'est et au sud-est de la ville, en lisière du domaine forestier des Hractas.

### Climat
| Mois                              | jan. | fév. | mars | avril | mai  | juin | jui. | août | sep. | oct. | nov. | déc. | année |
| --------------------------------- | ---- | ---- | ---- | ----- | ---- | ---- | ---- | ---- | ---- | ---- | ---- | ---- | ----- |
| Température minimale moyenne (°C) | −0,2 | 1    | 4,6  | 7,6   | 13,1 | 18   | 21,4 | 21,2 | 16,1 | 11,2 | 4,7  | 0,7  | 9,7   |
| Température moyenne (°C)          | 5,6  | 6,7  | 10,1 | 12,6  | 18,1 | 22,9 | 26,1 | 25,9 | 21,1 | 17   | 10,7 | 7    | 15,3  |
| Température maximale moyenne (°C) | 11,4 | 12,4 | 15,6 | 17,6  | 23,1 | 27,8 | 30,8 | 30,6 | 26,1 | 22,8 | 16,7 | 13,3 | 20,9  |
| Précipitations (mm)               | 37,3 | 30,4 | 27,5 | 33,8  | 44,9 | 23,7 | 10,1 | 24,8 | 30,5 | 29,6 | 37,5 | 47,8 | 377,9 |

| Diagramme climatique                                  |           |             |             |              |            |              |              |              |              |             |             |
| J                                                     | F         | M           | A           | M            | J          | J            | A            | S            | O            | N           | D           |
| 11,4−0,237,3                                          | 12,4130,4 | 15,64,627,5 | 17,67,633,8 | 23,113,144,9 | 27,81823,7 | 30,821,410,1 | 30,621,224,8 | 26,116,130,5 | 22,811,229,6 | 16,74,737,5 | 13,30,747,8 |
| Moyennes : • Temp. maxi et mini °C • Précipitation mm |           |             |             |              |            |              |              |              |              |             |             |

## Voies de communication et transport

### Route
La ville est traversée d'est en ouest par la route nationale: RN10, reliant Constantine à Tebessa, anciennement dénommée route internationale, et du nord au sud par la route nationale: RN88 reliant Guelma à Khenchela. Les deux routes se rencontrent au centre-ville de Ain Beida. Une voie d'évitement sud a été réalisée dans les années 1990 avant d'être rattrapé par l'urbanisation. Une rocade de 24 km ceinturant la ville est en construction depuis 2014.

### Transport ferroviaire

#### Anciennes lignes
Dès 1889, la ville était reliée par une ligne de chemin de fer à Constantine avant que celle-ci ne soit prolongée vers Khenchela en 1905. En 1926, une nouvelle ligne démarrait à 10 km au sud de la ville au niveau d'Oulmène pour rejoindre la ligne Annaba - Tebessa.
La gare de Ain Beïda sera abandonnée en 1973.

#### Nouvelles lignes
La nouvelle ligne de Aïn M'lila à El Aouinet dessert la ville depuis 2009. Il s'agit d'un projet qui s'inscrit dans le programme de la boucle des Hauts plateaux. Le trafic des voyageurs entre Constantine et Tebessa n'étant pas important et la ligne a été interrompue en 2012.

## Urbanisme
Le tissu urbain du centre historique de la ville est composé en damier selon le plan type des villes coloniales construites par le Génie militaire Français, avec huit rues en croisement avec sept autres. De là, partent quatre grands boulevards : route de Sedrata (nord), route de Khenchela (sud), route de Constantine (ouest) et route de Meskiana (est).
Les Monuments et les édifices publics qui structurèrent le tissu urbain colonial de la ville sont : l’hôtel Orient au centre-ville; l'hôpital-sanatorium, l'église, la synagogue, l’école de garçons indigène, l’école de filles, le marché des bestiaux, le siège des impôts, la mairie, le commissariat, la gendarmerie, la cour de justice de paix, la vieille mosquée, la mosquée Chentli, la mosquée edjerbbi, la banque agricole, la caserne, la police, les sept fabriques de tabac, la salle des fêtes, le cinéma, la City 7.

## Toponymie
En arabe, « Aïn Beïda » signifie la source blanche, en raison d'une source présente dans la région.« Aïn Beïda » est parfois nommé Daoud ou Aïn El Beïda.

## Histoire
À l'époque romaine, la ville forte de Marcimeni était une ville étape entre Cirta et Theveste. Vers 439, elle tombe aux mains des Vandales et le demeure jusqu'en 533. Lorsque les conquêtes arabes atteignent la région, la population appartenait à la tribu berbère des Houaras.
À l'époque ottomane, les Haraktas formaient une tribu makhzen et leur chef prend le titre de caïd el Aouissi et siégeait à Constantine.
Après avoir repoussé une première attaque française menée par le général François de Négrier en 1838, la ville tombe le 23 mars 1848. Deux bordjs seront érigés en 1849 et 1852, qui serviront de résidence à Si Ali Ba Ahmed, puis au capitaine Bonvalet appelés successivement à la tête de la confédération des Hraktas et du cercle militaire d'Aïn Beïda.
En 1853, la localité ne compte que six habitations, le village fut créé en 1855 et 96 maisons furent construites[pas clair]. Elle est élevée au rang de commune de plein exercice le 10 décembre 1868 incluant trois agglomérations, Aïn Beïda Kébira (chef-lieu), La Meskiana et Aïn Krenchela.
Aïn Beïda a été élevée au rang de commune de plein exercice en 1868 avec 4 051 habitants dont 386 "européens" :
"Pendant les quatre années qu’il passe à la tête de la division de Constantine, le Général Desvaux s’était toujours opposé à la création d’une commune de plein exercice à Aïn Beïda qui, depuis l’occupation française, était devenu un centre européen assez important. Après son départ, qui eut lieu le 8 août 1868, le Général Perigot, son successeur, autorisa cette création. Par décret du 10 juillet 1865, signé en l’absence de l’Empereur par l’Impératrice Eugénie de Montijo, comtesse de Téba, Aïn Beïda se détachait du Commandement Supérieur des Haractas et devenait commune de plein exercice." par M. Bourrel Lieutenant Au 5e Régiment de Tirailleurs Algériens le 8 février 1904.

## Démographie
La population locale sont majoritairement: les Haraktas qui font partie de l'ensemble berbère chaouis. Les Haraktas sont une branche de la tribu chaoui des Houaras.
| 1954   | 1966   | 1977   | 1987   | 1998   | 2008    |
| ------ | ------ | ------ | ------ | ------ | ------- |
| 18 900 | 30 757 | 44 275 | 67 281 | 92 197 | 118 662 |

## Enseignement

### Enseignement primaire et secondaire
La ville compte quarante trois (43) écoles primaires , dix huit (18) collèges (CEM) et sept (7) lycées publics: lycée Asma bent Abi Bakr, Lycée Braknia Ali, Lycée Hihi Lyamine, Lycée Zinai el Hadji Belkacem, Lycée Ababsa Abdelhamid (ex Technicum), Lycée Boukefa Lakhdar, Nouveau lycée (route de Meskiana).

### Enseignement supérieur
Depuis 2013, Ain Beïda possède un pôle universitaire appelé "pôle technologique" et dépendant de l'université Larbi Ben M'Hidi. Il est composé essentiellement des facultés des Sciences et Sciences Appliquées.

## Économie
Le commerce est une des principales activités économiques de la ville. Une zone industrielle y est implantée mais la fermeture de plusieurs entreprises durant les années 1990 a affecté sensiblement la production industrielle de la région.

### Agriculture
Une part de la population active travaille dans l'agriculture: les cultures maraichères, la céréalo-culture, ainsi que dans l'élevage caprin, bovin et ovin.

### Industrie
Une zone industrielle de 121 hectares est aménagée au nord-ouest de la ville en 1976 par l'URBACO. La même année, la Sonitex y crée une unité de fabrication de fil de laine mise en place par la société française Krebs avec un hangar principal de plus de 4 hectares. Devenue FILAB après une restructuration en 1998, l'entreprise publique y employa jusqu'à 1 200 personnes jusqu'à sa fermeture définitive en 2011.
Toujours en 1976, la SNLB (Société Nationale du Liège et du Bois) a ouvert une unité au sud de la ville implantée sur 14 hectares. Devenue l'EMAB, elle employait jusqu'à 600 personnes.

## Personnalités liées à la commune
- Bachagha Brahim ben Bouzid : le dernier bachagha des Haraktas à l'époque française,
- Hadj Mouhata Benaboud, député, représentant de Ouled Siouan;
- Cheikh Saïd Zamouchi : membre des Oulémas musulmans et bâtisseur de la Medrassa El Fellah à Oran;
- Commandant Hamdi hadj Ali alias Ali El-Harkati, adjoint de Abane Ramdane;
- Capitaine Hihi El-Mekki;
- Loucif Mebarka alias Titouma, nationaliste algérien, mort au combat durant la Guerre d'Algérie;
- Colonel Saidi Djemii, nationaliste algérien, mort durant la guerre d'Algérie, condamné en Tunisie par le CCE;
- Capitaine Fares Hanafi;
- Mohamed Laïd Al-Khalifa, poète algérien, né en 1904, membre des Oulémas musulmans algériens;
- Aboubakr Benbouzid, ancien ministre de l'Éducation, natif d'Aïn Beïda;
- Laroussi Khalifa, ancien ministre du premier gouvernement de Ben Bella et père de l'homme d'affaires algérien déchu Rafik Khalifa;
- Rachid Boudjedra, né à Aïn Beïda en 1941, écrivain et poète algérien bilingue;
- Rachid Koraichi, né à Aïn Beïda en 1947, peintre du signe;
- Aissa Jermouni, chanteur et poète chaoui, né en 1886 à Aïn-Beïda[réf. nécessaire], décédé en 1946;
- Mohamed Lakhdar Maougal[pourquoi ?], philosophe et écrivain;
- Boukeffa Djamel, né à Aïn Beïda en 1956, ancien député de 2002 à 2007 et vice-recteur de l'université d'Oum El Bouaghi;
- Taha Bouhafs, né à Aïn Beïda en 1997, journaliste et militant politique franco-algérien;
- Zine El Abidine Boulekhoua, footballeur algérien, y est né en 1990;
- Ghazi Hidouci, né le 23 juin 1939 à Ain Beida, ancien ministre algérien.